# Zeitschrift für Chemie (1865–1871)
Die Zeitschrift für Chemie (Untertitel von Band I.: Archiv für das gesammte Gebiet der Wissenschaft) wurde von 1865 bis 1871 von den Verlagen Quandt & Händel (Leipzig) und Dieterich (Göttingen) herausgegeben und war eine deutschsprachige  wissenschaftliche Zeitschrift auf dem Gebiet der Chemie. 
Herausgeber waren Hans Hübner, Friedrich Konrad Beilstein und Rudolph Fittig.
Vorausgängerpublikationen waren die Kritische Zeitschrift für Chemie, Physik und Mathematik (Erster Jahrgang, 1858), die Kritische Zeitschrift für Chemie und die verwandten Wissenschaften und Disciplinen als Pharmacie, Technologie, Agricultur-Chemie, Physik und Mineralogie (Zweiter Jahrgang, 1859) und die Zeitschrift für Chemie und Pharmacie, die von 1860 bis 1864 (Dritter bis Siebter Jahrgang) erschien. Die Jahrgangszählung der Zeitschrift für Chemie setzt daher 1865 mit der Bezeichnung „Achter Jahrgang. Neue Folge. Band I.“ ein.

## Digitalisate
Alle Ausgaben sind als Digitalisate im Volltext verfügbar.
- 1865; Achter Jahrgang. Neue Folge. Band I. (PDF)
- 1866; Neunter Jahrgang. Neue Folge. Band II. (PDF)
- 1867; Zehnter Jahrgang. Neue Folge. Band III. (PDF)
- 1868; Elfter Jahrgang. Neue Folge. Band IV. (PDF)
- 1869; Zwölfter Jahrgang. Neue Folge. Band V. (PDF)
- 1870; Dreizehnter Jahrgang. Neue Folge. Band VI. (PDF)
- 1871; Vierzehnter Jahrgang. Neue Folge. Band VII. (PDF)